# یتسه
یتسه (به آلمانی: Jeetze) یک منطقهٔ مسکونی در آلمان است که در کالبه (میلده) واقع شده‌است. یتسه ۳۸۹ نفر جمعیت دارد.